# علاج محافظ شخصی
علاج محافظ شخصی (ایتالیایی: La cura del gorilla) یک فیلم جنایی و نئو-نوآر ایتالیایی است که در سال ۲۰۰۶ منتشر شد. از بازیگران آن می‌توان به کلاودیو بیزیو، استفانیا روکا، ارنست بورگناین، آنتونیو کاتانیا، کلدی کادیو، استفانو کیودارولی و جیجو آلبرتی اشاره کرد.